# Lamurivier
Lamurivier (Zweeds – Fins: Lamujoki) is een rivier die stroomt in de Zweedse  gemeente Pajala. De rivier ontvangt haar water op de noordelijke hellingen van de Lamuberg. Ze stroomt naar het zuidoosten en geeft haar water af aan de Mellarivier. Ze is circa 4 kilometer lang.
Afwatering: Lamurivier → Mellarivier → Aarearivier → Kaunisrivier → Muonio → Torne → Botnische Golf